# Gift Motupa
Gift Motupa, né le 23 septembre 1994, est un footballeur international sud-africain. Il évolue au poste de milieu de terrain avec les Mamelodi Sundowns.

## Biographie
Avec la sélection sud-africaine, il participe à la Coupe COSAFA en mai 2015. Il dispute ensuite la Coupe d'Afrique des nations des moins de 23 ans 2015 organisée au Sénégal. Lors de la compétition, il inscrit un doublé contre l'équipe de Zambie. L'Afrique du Sud atteint la demi-finale du tournoi, en étant battue par l'Algérie.

## Carrière
- 2013-2015 : Baroka FC ( Afrique du Sud)
- 2015-201. : Orlando Pirates ( Afrique du Sud)

## Palmarès
- Finaliste de la Coupe d'Afrique des nations des moins de 23 ans 2015 avec l'équipe d'Afrique du Sud